# Vescomtat de Tursan
El vescomtat de Tursan fou una jurisdicció feudal de Gascunya, al nord del Vescomtat del Bearn, ocupant les terres de l'actual parçan (comarca occitana) de Tursan.
El duc Sanç IV de Gascunya va repartir els seus dominis entre els seus fills el 977. Al fill Aner o Asnar, que es va titular vescomte de Gascunya, van correspondre els territoris de Tursan, Gabardà, Oleron, Dacs i Orte. A la seva mort vers el 978 es va produir un altre repartiment i al fill Sanç li va tocar el territori de Tursan i Chalosse amb el títol de Vescomte de Tursan. Sanç I, conegut per Sanç Ail, va tenir per successor al seu fill Sanç II Atil, i aquest al seu fill Auger I. Els vescomtes van emprar algunes vegades el títol de vescomtes de Miramont a partir de finals del segle xi. Auger fou el pare d'Auger II i aquest d'Auger III que el 1118 estava prenent part al setge de Saragossa. Casat amb l'hereva del vescomtat de Zuberoa, no va deixar al morir vers el 1120 més que una filla, Matilde, casada amb Ramon I Sanç el Piadós vescomte d'Orte (1115-1146), però el domini fou principalment infeudat als bisbes d'Aire.

## Llista de vescomtes
- Aner I (Asnar I) vescomte de Gascunya 977-978
- Sanç I Ail 978-vers 1000
- Sanç II Atil vers 1000-1030
- Auger I vers 1030-1060
- Auger II vers 1060-1100
- Auger III vers 1100-1120
- Matilde vers 1120
- Ramon I Sanç d'Orte 1120
- infeudat als bisbes d'Aire